# Асталависта
Асталависта (енгл. Astalavista) био је веб претраживач углавном посвећен рачунарској безбедности. Био је у функцији од 1994. године али је затворен 2017. године. Овај сајт је добио име по старом шпанском изразу ¡Hasta la vista! (популаризовано у филму Терминатор 2).
Захваљујући њему било је могуће пронаћи "правне" информације које се тичу рада рачунарских система, њихове безбедности и рањивости (у циљу њиховог отклањања; ове информације би се, међутим, могле користити у циљу наношења штете) али углавном проналажење серијских бројева за откључавање програма у пробној верзији, активност која се сматра нелегалном у многим земљама јер крши ауторска права.